# Julius (roman)
Pour les articles homonymes, voir Julius.
Julius (titre original en espagnol : Un mundo para Julius) est le premier roman de l'écrivain péruvien Alfredo Bryce Echenique publié en 1970. 

## Reconnaissance
- Julius a obtenu le Premio Nacional de Literatura au Pérou en 1972.
- Prix du Meilleur livre étranger en France en 1974.

### Éditions
- Édition originale : Un mundo para Julius, Pérou, 1970.
- Édition française : Julius, trad. Albert Bensoussan, Calmann-Lévy, 1973.